# Перфект Кордовский
 Перфект Кордовский  (исп.  Santo Perfecto, конец VIII / начало IX вв., Кордова, Андалусия, Испания — 18 апреля 850, Кордова) — святой Римско-Католической Церкви, прославленный в лике мученика. Священник, монах, один из кордовских мучеников.

## Биография
Святой Перфект родился в Кордове на рубеже VIII—IX веков. В это время юг Испании находился под контролем мавров и здесь находился эмират Омейядов. Перфект служил в базилике в Кордове. Согласно источнику «Memoriale sanctorum», которое написал св. Евлогий Кордовский, в 850 году Перфект вступил в спор с двумя мусульманами о старшинстве Иисуса и Мухаммеда. Сначала он отказался отвечать на вопрос, чтобы не провоцировать своих спорщиков, но они, пообещав не применять к нему репрессий, настояли на ответе. Перфект сказал им, что Мухаммед является ложным пророком и аморальным человеком. Мусульмане сдержали своё обещание, но через несколько дней они изменили своё решение и отдали Перфекта под арест. Святой Перфект был признан на суде виновным в богохульстве и казнён 18 апреля 850 года.
Его мученичество было одно из самых первых в период гонений христиан при правлении эмир Кордовы Абд ар-Рахмана II, которое продолжалось до 860-х годов.
День памяти в Католической церкви — 18 апреля.